# グローバル教育出版
グローバル教育出版 (－きょういくしゅっぱん) は日本の出版社。中学受験案内『合格アプローチ』、高校進学情報誌『サクセス15』などの雑誌を発行しているほか、各種書籍の発刊、教育関連アドバイザー、ホールセール事業などを取り扱っている。

## 概要
- 設立：2001年3月
- 所在地：東京都千代田区内神田2-4-2 グローバルビル

## 主な発行雑誌
- 合格アプローチ
- サクセス15